# Kitashitara (distrito)
Kitashitara (北設楽郡; -gun) é um distrito localizado em Aichi, Japão.
Em 2003 o distrito tinha uma população estimada de 12.640 e uma densidade populacional de 22.85 pessoas por km². A área total é de 553.27 km².

## Cidades e vilas
- Shitara
- Toei
- Toyone